# Strafrecht
Das Strafrecht, auch als Kriminal[straf]recht bezeichnet, umfasst im Rechtssystem eines Landes diejenigen Rechtsnormen, durch die bestimmte Verhaltensweisen verboten und als „Straftaten“ mit einer Strafe sanktioniert werden.  Als Straftaten werden somit Handlungen bezeichnet, die strafbewehrt sind. Ziel des modernen kontinentalen Strafrechts ist der Schutz bestimmter Rechtsgüter, so etwa Leben, Gesundheit und Eigentum, zudem die Sicherheit und Integrität des Staates sowie elementare Werte des Gemeinschaftslebens. Die Strafandrohung, nicht von allen Ländern praktiziert, reicht von Geldstrafe über Freiheitsstrafe zur Körperstrafe. In seiner ultima ratio resultiert in manchen Staaten die Todesstrafe.
In den meisten Staaten ist das Strafrecht mit einem eigenen Strafgesetzbuch kodifiziert. Gegebenenfalls wird das Strafgesetzbuch durch Gesetze zum Nebenstrafrecht ergänzt. Das Strafrecht stellt Rechtssätze auf, die die Strafbarkeit bestimmter Handlungsweisen und ihre spezifischen Merkmale definieren, die so genannten Straftatbestände. Festgelegt werden zudem Art und Umfang der mit der Normverletzung verbundenen Strafmaßnahmen (Strafzumessungsrecht, Sanktionenrecht). Aus der Tradition des römischen Rechts heraus zählt häufig das Strafverfahrensrecht selbst zum Strafrecht. Zur Durchsetzung der materiell-rechtlichen Strafanordnungen werden in den Verfahrensordnungen die zuständigen Institutionen und deren Arbeitsweise, also die Regeln der Verfolgung von Straftaten festlegt.
Hinsichtlich der zulässigen Strafen, der Bewertung des Sinns und Zwecks der Strafe, Art und Umfang der zugrunde liegenden Rechtsgrundlagen sowie der Einordnung des Strafrechts in die Rechtssystematik, gibt es zum Teil erhebliche Unterschiede zwischen den Rechtssystemen einzelner Staaten. Sie sind Gegenstand der vergleichenden Rechtswissenschaft.

## Strafrechtssysteme

### Römisch-germanischer Rechtskreis
- Strafrecht (Deutschland)
- Strafrecht (Österreich)
- Strafrecht (Litauen)
- Strafrecht (Tschechien)

### Anglo-amerikanischer Rechtskreis
- Strafrecht (England und Wales)
- Strafrecht (Vereinigte Staaten)

### Inter- und transnationales Strafrecht
- Strafrecht (Europäische Union)
- Völkerstrafrecht

## Straftheorien
Als die Haupttopoi der Straftheorien (oder Strafzwecktheorien) gelten über die Grenzen der Rechtskreise hinweg Vergeltung, (General- und Spezial-)Prävention, der Schutz der Allgemeinheit und Resozialisierung. Der letzte Aspekt ist in den Vereinigten Staaten in der jüngeren Vergangenheit in den Hintergrund getreten; wichtigste Rechtfertigung des war on crime ist deshalb vorrangig der Schutz der Allgemeinheit vor Straftätern. Eine empirisch beobachtbare Folge dessen sind gestiegene Gefangenenraten und Todesurteile.
Auch in den kontinentalen Systemen oszilliert indessen die Bedeutung der verschiedenen Theorien. So werden im 1933 eingeführten deutschen System Strafen im eigentlichen Sinne (die sich an der Schuld des Täters bemessen) von Maßregeln der Besserung und Sicherung (bei welchen ausschließlich Gedanken der Resozialisierung maßgeblich sind) unterschieden.

## Strafbarkeit/Straftat
Der Begriff der Strafbarkeit bezeichnet die Eigenschaft eines Verhaltens (handeln, dulden, unterlassen; "Tat") eine strafrechtliche Sanktion für die jeweilig agierende Person auszulösen. Ein Verhalten ist grundsätzlich strafbar, wenn es einen Straftatbestand erfüllt. Gleichzeitig müssen die allgemeinen Voraussetzungen für die Anwendung des Straftatbestands vorliegen, insbesondere muss der Straftatbestand selbst gesetzmäßig sein.

## Ökonomische Analyse
Der Versuch, ökonomische Theorie zur Rechtfertigung des Strafrechts und zur Erklärung strafbaren Verhaltens zu nutzen, kann auf eine lange Tradition zurückblicken: Im Zeitalter der klassischen Nationalökonomie ragen besonders Cesare Beccaria, William Paley und Jeremy Bentham heraus. In neuerer Zeit hat besonders Gary Becker einen ökonomische Analyse des Strafrechts versucht.
Ökonomischen Theorien liegt oftmals das Bedürfnis zugrunde, das Strafrecht anhand utilitaristischer Prinzipien zu optimieren und Straftatbestände maximal wirksam zu konstruieren. Im ökonomischen Modell reagieren Straftäter auf positive und negative Anreize. Ziel der Optimierung ist somit der schonende Einsatz öffentlicher und privater Ressourcen zur Vermeidung von Kriminalität. Man unterstellt Straftätern grundsätzlich einen nutzenmaximierenden Einsatz bei der Auswahl strafbarer und strafloser Handlungen zum Erreichen ihrer finanziellen oder nicht-finanziellen Ziele. Die zugrundeliegende Strafzwecktheorie ist Abschreckung.

## Kriminalpolitik und Kriminologie
Die rechtspolitische Dimension des Strafrechts wird oftmals als Kriminalpolitik bezeichnet. Im engeren Sinne versteht man hierunter „die Strategien der Straftatenverhütung und Straftatenermittlung […]“ Sie manifestiert sich im Strafrecht und der Strafprozessordnung. Kriminalpolitik meint in diesem engen Verständnis „Reform des Strafrechts“.
Bezieht der Blick der ökonomischen Analyse des Strafrechts bereits einige außerrechtliche Faktoren mit ein, ist der Fokus der Kriminalpolitik und Kriminologie im weiteren Sinne jedoch ein noch größerer: Sie geht weit über das Strafrecht hinaus und bezieht alle Mittel und Rechtsgebiete ein, die faktisch der Vorbeugung von Kriminalität dienen. Berühmt ist Franz von Liszts Bonmot, dass die beste Kriminalpolitik eine gute Sozialpolitik sei.
Das Strafrecht als Mittel der Politik zur Bekämpfung von Kriminalität hat zu Beginn des 21. Jahrhunderts eine Renaissance erfahren. Die steigende Bedeutung der inneren Sicherheit hat die Entkriminalisierung gegenüber Verschärfungen des Strafrechts ins Hintertreffen gebracht. Wissenschaftlich wird dies zum Teil heftig kritisiert.